# 布伦特·波彭
布伦特·波彭（英語：Brent Poppen，1973年5月24日—），美国男子轮椅网球、轮椅橄榄球运动员。他曾代表美国参加2004年和2008年夏季残疾人奥林匹克运动会，其中2004年夏季残奥会获得一枚铜牌。